# 駭客文化
骇客文化（Hacker Culture）是一种亚文化，其成员常常以集体的方式，享受在智力层面上，通过富有创意地克服软件系统或电子硬件（主要是数字电子设备）限制的挑战，从而达成新颖而巧妙的成果。 以游戏性和探索精神从事活动（例如编程或其他媒介）的行为被称为“黑客行为”（hacking）。然而，黑客的定义特征并非所进行的具体活动（如编程），而是如何进行这些活动，以及这些活动是否令人兴奋和有意义。具有游戏性和聪明才智的行为可以被认为具有“黑客价值”（hack value），于是“hack”（黑客行为）这一术语由此而来。 早期的例子包括麻省理工学院（MIT）学生进行的一些恶作剧，旨在展示他们的技术水平和聪明才智，例如将一辆校园警车放在大圆顶（Great Dome）上，或把大圆顶改造成星战中的R2-D2。骇客文化最初于20世纪60年代在麻省理工学院的技术模型铁路俱乐部（Tech Model Railroad Club, TMRC）和人工智能实验室（MIT Artificial Intelligence Laboratory）中形成。最初的“黑客行为”是以巧妙的方式进入限制区域，但不造成任何重大破坏。理查德·斯托曼（Richard Stallman）对编程黑客的描述如下：“他们的共同点主要是对卓越和编程的热爱。他们希望将自己使用的程序做到尽善尽美。他们也希望让程序实现一些很酷的功能。他们想要以一种令人兴奋的方式完成别人认为不可能的事，然后展示‘看看这个多精彩。我敢打赌你从没想过这能做到。’”来自该亚文化的黑客们通常会强烈地将自己与那些他们贬称为“黑客 ”（crackers）的人区分开来。后者是媒体和公众通常所称的“黑客”，但其主要目的往往是出于恶意或恶作剧，通过利用计算机安全的漏洞进行攻击。

## 定义
《新黑客词典》（The Jargon File）是一部有影响力但并非普遍接受的黑客术语词汇集，其中将“黑客”定义为：
“一个喜欢探索可编程系统细节并突破其功能限制的人，与大多数用户只愿意了解最低限度知识的做法相对。”
“一个喜欢深入理解系统内部运行机制，特别是计算机及其网络运作方式的人。”
《新黑客词典》还记载，许多黑客对媒体和公众将“hacker”用于指代破坏者的用法感到失望，因此他们用“cracker”来指代这些人。这里的“cracker”包括两种类型：“白帽黑客”（white hat hackers），即通过合法手段学习系统和网络的工作原理，并协助发现和修复安全漏洞的人；以及“黑帽黑客”（black hat hackers），利用相同的技术技能制作恶意软件（如病毒或木马），非法入侵安全系统并意图破坏系统。与破解者社群不同，程序员黑客亚文化通常将与安全有关的行为视为有违“黑客”原本含义中那种“游戏性聪明才智”的理想。

## 历史
“黑客”（hacker）一词源于中古英语的“hackere”、“hakker”或“hakkere”，意为“砍木者”或“伐木工人”。
尽管“黑客”一词的现代意义早已存在（例如被称为“雷电埃尔斯沃斯”（Lightning Ellsworth）的人），但最初的程序员并未用这个词来称呼自己。事实上，许多早期的程序员是工程或物理背景出身的。
“从大约1945年起（尤其是在ENIAC第一台计算机开发期间），一些程序员意识到，他们在软件和技术方面的专长已经不仅仅是一种职业，更是一种热情。”（第46页）
人们逐渐意识到一种有别于传统“按部就班”方法的编程风格正在形成，但直到20世纪60年代，“hacker”一词才开始被用来形容那些高水平的程序员。因此，贯穿整个“黑客”身份的基本特征是：
“……对通过富有创意地克服和绕过编程系统限制、并试图扩展其功能的智力挑战充满兴趣的人。”（第47页）
从这个定义出发，我们可以理解为何“黑客”一词及其亚文化逐渐带上了负面含义。
该文化中常见的一些昵称包括：“破解者”（crackers）——被视为依赖运气、不太具备技术能力的小偷；“电话黑客”（phreaks）——技术高超的破解者；以及“warez d00dz”——破解并传播盗版软件的人。而受雇进行安全测试的黑客则被称为“渗透测试员”（pentesters）或“虎队”（tiger teams）。
在计算机之间的网络通信尚不普及的早期，不同的黑客亚文化在相互隔离的状态下独立发展，它们之间往往彼此不了解或只部分了解。但这些亚文化普遍具有以下几个共同点：
- 创造软件并相互分享
- 崇尚探索自由
- 反对保密
- 将信息共享视为理想与实用策略
- 支持“分叉”（fork）的权利
- 重视理性思维
- 抗拒权威
- 以幽默的方式展现机智，严肃地对待幽默，幽默地看待严肃

这些类型的亚文化通常出现在学术环境中，例如大学校园。麻省理工学院人工智能实验室（MIT AI Lab）、加州大学伯克利分校和卡内基梅隆大学特别是早期黑客文化的著名发源地。它们各自独立地发展，几乎没有意识到彼此的存在，直到互联网的出现，其中MIT的一台传奇PDP-10机器——AI（运行ITS系统）——成为黑客社群的早期聚集地。此类发展以及自由软件运动和社区的兴起，促成了一个关键人口的汇聚，鼓励了意识上、共识上和系统性上的共同价值观的传播。这一演化的症状之一就是共通术语的逐步采用以及对历史的共享认知，类似于其他职业群体的专业化过程，但没有像大多数职业那样的正式资质认证程序。
随着时间的推移，学术黑客亚文化变得更加自觉、更加凝聚，也更加有组织。其中最重要的一些意识觉醒时刻包括：1973年《术语文件》（Jargon File）的编纂，1985年《GNU宣言》的发布，以及1997年埃里克·雷蒙德（Eric Raymond）所著《大教堂与市集》的出版。这一过程也伴随着对共同文化英雄的逐步认同，包括比尔·乔伊（Bill Joy）、唐纳德·克努斯（Donald Knuth）、丹尼斯·里奇（Dennis Ritchie）、艾伦·凯（Alan Kay）、肯·汤普森（Ken Thompson）、理查德·斯托曼（Richard M. Stallman）、林纳斯·托瓦兹（Linus Torvalds）、拉里·沃尔（Larry Wall）和圭多·范罗苏姆（Guido van Rossum）等人。
学术黑客亚文化的集中化趋势部分受到了计算机与网络技术商品化的驱动，反过来又进一步加速了这一进程。1975年，黑客文化分布在不同的操作系统和异质网络之中；而今天，它主要围绕类Unix系统和TCP/IP技术展开，并集中于自由软件与开源软件开发环境中。

## 道德与原则
自由与开源软件运动的许多价值观和信条源自于黑客伦理，这种伦理起源于MIT和Homebrew Computer Club。黑客伦理在史蒂文·列维（Steven Levy）的《黑客：计算机革命的英雄》一书中有详细记载，并在其他著作中被总结成如下态度：
- 应该对电脑以及所有能帮助你了解世界运行原理的事物拥有无限、全面的访问权限。
- 所有信息都应当是自由的。
- 黑客应根据他们的黑客技术来被评判，而不是基于学位、年龄、种族或地位等虚假标准。
- 你可以用电脑创造艺术与美。
- 计算机可以改变你的生活，使之变得更好。

黑客伦理主要关注的是分享、开放、协作和实践动手的原则。
林纳斯·托瓦兹在《黑客伦理》一书中指出，这些原则源自于新教伦理，并融合了马克斯·韦伯在20世纪初所介绍的资本主义精神。
“Hack价值”（Hack value）**是黑客用来表达某事值得去做或很有趣的概念。这是黑客们直觉感知某个问题或解决方案的方式。拥有“Hack价值”的一个方面是展示某事可以完成，即使别人认为它很困难。把事物用在其原始用途之外的独特方式通常也被认为具有hack价值。例如，用点阵式打印机制作音乐、用扫描仪拍摄超高分辨率照片、用光学鼠标作为条形码读取器。
一个解决方案如果具有巧妙、聪明或非凡的风格，就被认为具有hack价值。因此，创造力是hack价值的核心组成部分。例如，撬开一个难开的锁有hack价值，而用锤子砸开就没有；又如，通过将现代数学大部分内容连接起来证明费马大定理有hack价值，而用穷举法解决一个组合问题则没有。

## 用法
尽管“黑客”这个词常用于指代计算机程序员中喜欢玩乐与聪明才智结合的人，但它有时也用于指称在其他领域中秉持相同态度的人。例如，理查德·斯托曼曾将约翰·凯奇的无声作品《4′33″》以及14世纪纪尧姆·德·马肖的回文三部曲《我的终结即我的开始》视为“hack”。根据术语文件（Jargon File），在20世纪50年代，业余无线电爱好者中也使用“黑客”一词，含义相似，早于软件黑客群体的出现。

### 编程
《波士顿环球报》在1984年将“黑客”定义为“计算机狂热者”。在程序员的亚文化中，黑客是一个秉持玩乐精神、热爱编程的人。这个源于学术运动的定义与计算机安全无关，更与自由软件、开源和演示场景（demoscene）相关。黑客伦理包括自愿编写软件并分享成果的信息自由理念，但黑客本身并不意味着要入侵私人系统来“解放信息”。
程序员的黑客亚文化反对大众媒体将“黑客”与计算机犯罪混为一谈的贬义用法，通常倾向于用“破解者”（cracker）来描述那种非法行为。早在1983年媒体报道The 414s案件时，黑客们就已经开始抱怨这种误用。
在程序员眼中，“hack”这个词最早源于MIT学生设计复杂恶作剧的用语。要被认为是一个“hack”，必须具备创新性、风格和技术才能。MIT的Tech Model Railroad Club在1959年将“hack”定义为：没有建设性目的的项目；出于糟糕的自我建议进行的项目；增加混乱的项目；制作或尝试制作一个hack(3)。“黑客”被定义为“执行hack的人”。该俱乐部的术语后来被带入计算机领域，因为他们开始使用PDP-1计算机，将原有术语沿用。并非所有人都喜欢黑客文化。1989年，MIT的宿舍在向新生宣传其先进的Athena工作站时十分谨慎，因为他们希望招募“对人感兴趣而不是对电脑感兴趣”的学生。一位兄弟会成员表示：“我们担心吸引来黑客亚文化。”
根据埃里克·雷蒙德所述，开源和自由软件的黑客亚文化最早在20世纪60年代的美国计算机科学环境中形成。黑客们受到ARPANET（1969年启动）先驱技术文化的影响。MIT的PDP-10（运行ITS系统，连接到ARPANET）是早期黑客的聚集点。1980年后，这种亚文化与Unix文化融合。自1990年代中期起，它基本上等同于自由软件与开源运动。
许多程序员被称为“伟大的黑客”，但具体人选因人而异。显然，一些在计算机科学领域作出重大贡献的人，例如Edgar Dijkstra、Donald Knuth，或Linux的创始人Linus Torvalds，Unix和C语言的发明者Ken Thompson和Dennis Ritchie等都在其中。

### 家用计算黑客（Hobbyist Hackers）
另一种背景下，“黑客”是指喜欢挑战软硬件极限的计算机爱好者。这种家庭计算黑客亚文化起源于1970年代末，从MITS Altair的面市开始。一个有影响力的组织是Homebrew Computer Club。但其根源可以追溯到更早的无线电业余爱好者。早在1950年代，“hacking”就已指代创意性的技术调整。
早期Homebrew Club时期，爱好者黑客与程序员黑客高度重合，但后来两者在兴趣与价值观上逐渐分化。今天，这些爱好者更多关注商业计算、破解游戏和硬件改造（modding）等。
除了计算机之外，使用其他机器进行创作的电子爱好者也属于这一类人群。这包括对图形计算器、电子游戏主机、电子音乐键盘等设备进行简单改装的人（臭名昭著的 CueCat 就是一个例子），他们的目的是开发或添加设备制造商原本并未打算向最终用户开放的功能。许多电子音乐人曾通过电路弯曲（circuit bending）的方式改造上世纪80年代的 Casio SK-1 取样键盘：他们将导线连接到集成电路芯片的不同引脚上，从而创造出奇特的声音。这些 DIY 实验的结果从解锁芯片设计中原本无法访问的功能，到产生一些奇怪、不协调但具有风格的数字音调，这些声音也成为电子音乐风格的一部分。不同公司对这种实践的态度各异，有些公司表示开放接纳（如德州仪器对其图形计算器、乐高对其 Mindstorms 机器人套件），而另一些公司则持强烈敌意（如微软试图封锁 Xbox 黑客，或蓝光播放机上的 DRM 机制，旨在破坏被破解的播放器）[需要引用]。在这种语境下，“hack”（黑）可以指一个程序（有时是非法的）对另一个程序进行的修改，尤其是电子游戏程序，从而使用户能够访问原本无法访问的功能。例如，在 Palm OS 的前四个版本中，“hack”指的是为操作系统增加功能的扩展程序。此外，“hack”一词也可以指那些通过特殊软件在电子游戏中作弊的人。它同样适用于“越狱”iPhone 的行为。

### 黑客艺术家（Hacker Artists）
参见：分形艺术、算法艺术、互动艺术
黑客艺术家是指以黑客方式“改造”科技作为创作媒介的人。这种做法拓展了“黑客”这一术语的定义，也扩展了“黑客”作为一种身份的意义。这些艺术家可能涉猎图像、计算机硬件、雕塑、音乐与音效、动画、视频、软件、模拟、数学、感应互动系统、文本、诗歌、文学，或上述领域的任意组合。
达特茅斯学院的音乐家拉里·波兰斯基（Larry Polansky）表示：
“技术与艺术密不可分。许多音乐家、视频艺术家、图像艺术家，甚至是与技术打交道的诗人——无论是开发技术或使用技术——都将自己视为‘黑客社群’的一部分。计算机艺术家就像非艺术类的黑客一样，常常处在社会边缘，探索那些对现有技术的奇异而创新的用法。在创作实验音乐软件的艺术家，与编写通信类自由软件的黑客之间，存在一种共鸣的关系。”
詹妮·马凯图（Jenny Marketou）则给出了另一种描述：
“黑客艺术家像文化黑客一样运作，他们操控现有的技术-符号结构，朝着不同的方向推进，进入网络中的文化系统，并让它们做一些它们原本不该做的事情。”
一位成功的软件与硬件黑客艺术家是马克·洛特（Mark Lottor，又名 mkl），他创作了名为 Cubatron 和 Big Round Cubatron 的三维灯光艺术项目。这些艺术作品是通过定制的计算机技术实现的，包括专门设计的电路板和对微处理器芯片进行编程，以控制 LED 灯的效果。
唐·霍普金斯（Don Hopkins）是一位著名的软件黑客艺术家，以其“细胞自动机”（cellular automata）艺术而闻名。这种艺术通过细胞自动机程序来生成图像，对象随机碰撞又生成新的图案和形态，类似熔岩灯，但这些形态会通过交互不断变化颜色和形状。霍普金斯解释道：
“细胞自动机是将一组简单的规则应用在一个网格上的方法，这个网格可能是像素值图像。每一个细胞都根据它自身以及邻近细胞的前一个状态，来决定其下一个状态。这些规则千变万化，视觉效果也各不相同，常有惊人的动态动画。‘生命游戏’（Life）是最为人熟知的一种细胞自动机规则，但还有许多不太知名的规则同样非常有趣。”
一些黑客艺术家通过编写代码创作艺术，另一些则通过硬件开发实现创作。他们中也有使用现成软件工具（如 Adobe Photoshop 或 GIMP）进行创作的人。
黑客艺术家的创作过程往往比使用传统媒介的艺术家更加抽象。例如，数学家们曾绘制出极其惊艳的分形图像，而黑客们则进一步增强这些作品，利用简单的数学公式生成精细复杂的图形与动画。
1. ↑  Gehring, Verna. . Rowman & Littlefield Publishers. 2004: 43–56. ISBN 0742542335.
2. ↑  Richard, Stallman. . 2002 （英语）.
3. ↑  . stallman.org.   [2025-05-06].
4. ↑  . web.archive.org. 2019-08-20  [2025-05-06].
5. ↑  . www.gnu.org.   [2025-05-06]. （原始内容存档于2025-05-01） （英语）.
6. ↑  . catb.org.   [2025-05-06].
7. 1 2 3  . www.catb.org.   [2025-05-06].
8. ↑  Okpa, John Thompson; Ugwuoke, Christopher Uchechukwu; Ajah, Benjamin Okorie; Eshiotse, Emmanuel; Igbe, Joseph Egidi; Ajor, Ogar James; Okoi, Ofem, Nnana; Eteng, Mary Juachi; Nnamani, Rebecca Ginikanwa. . SAGE Open. 2022-07-01, 12 (3)  [2025-05-06]. ISSN 2158-2440. doi:10.1177/21582440221122739 （英语）.
9. ↑  . web.archive.org. 2011-08-05  [2025-05-06].
10. ↑  , 2025-04-30  [2025-05-06] （英语）
11. 1 2 3 4  Gehring, Verna. . Rowman & Littlefield Publishers. 2004: 43–56. ISBN 0742542335.
12. 1 2 3 4  Davie, Antony J. T. . Cambridge University Press. 1992-06-18  [2025-05-06]. ISBN 978-0-521-27724-2 （英语）.
13. ↑  . project.cyberpunk.ru.   [2025-05-06].
14. 1 2  Levy, Steven. . Garden City: NY: Anchor Press/Doubleday. ISBN 0-385-19195-2.
15. ↑  Himanen, Pekka. . ISBN 0-436-20550-5.
16. 1 2  . catb.org.   [2025-05-06].
17. ↑  . catb.org.   [2025-05-06].
18. ↑  Richard, Stallman. . 2002 （英语）.
19. ↑  . web.archive.org. 1997-06-07  [2025-05-06].
20. ↑  . groups.google.com.   [2025-05-06].
21. ↑  Garfinkel, Simson L. (Feb–Mar 1989). "Students Log on to ATHENA" (PDF). Technology Review. pp. 7–10. Archived (PDF) from the original on 9 April 2016. Retrieved 25 January 2016.
22. ↑  . www.catb.org.   [2025-05-06].
23. ↑  . web.archive.org. 2008-07-18  [2025-05-06].
24. ↑  . www.paulgraham.com.   [2025-05-06].
25. 1 2 3 4 5  . web.archive.org. 2015-08-06  [2025-05-06].
26. 1 2 3 4 5  . web.archive.org. 2006-07-21  [2025-05-06].
27. 1 2 3  . www.thing.net.   [2025-05-06].